# جبل الكتاب المقدس (القدس)

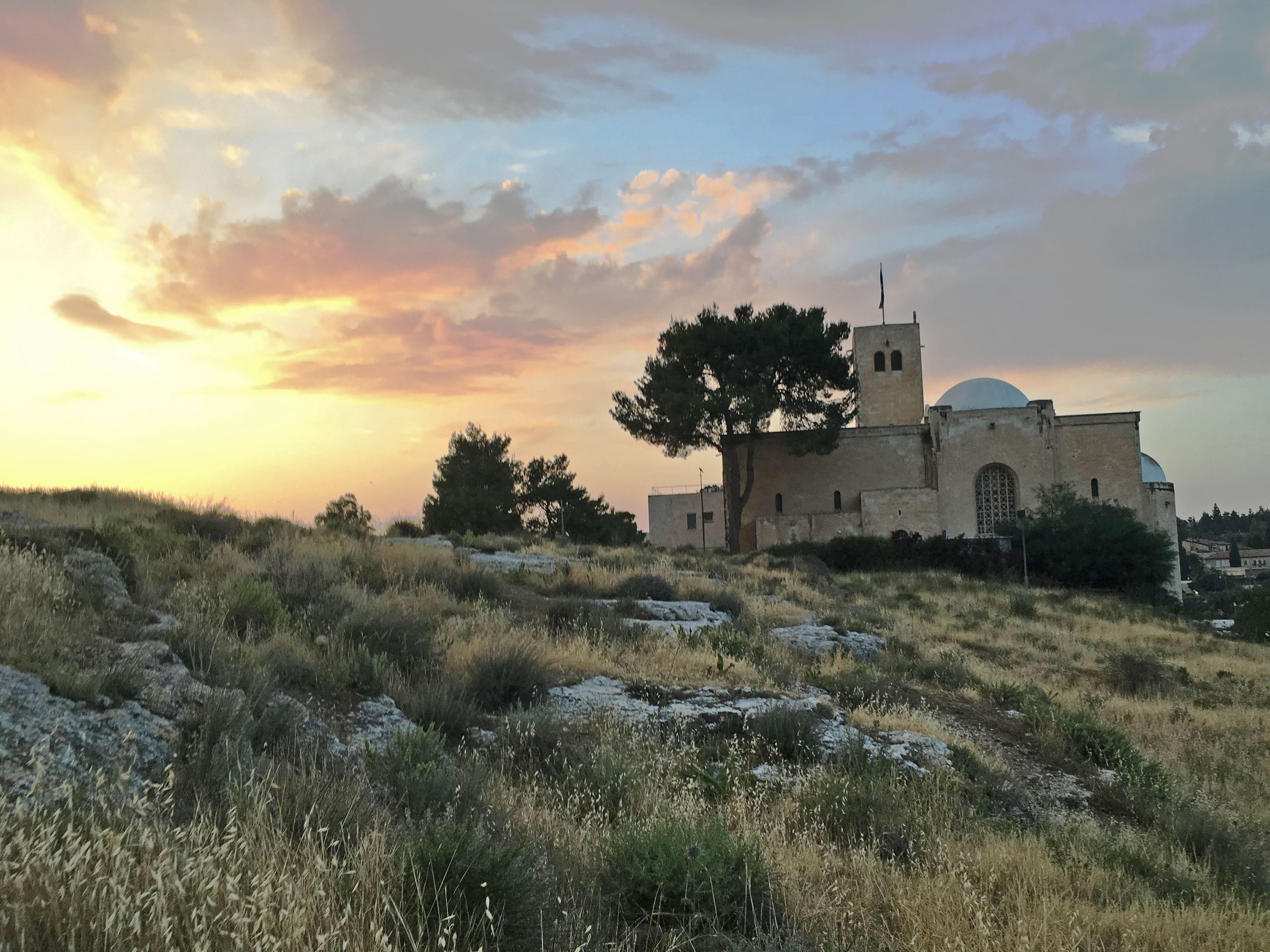
تل الكتاب المقدس وكنيسة القديس أندراوس

تل الكتاب المقدس (بالعبرية: גבעת התנ"ך)، بالنقل الحرفي: غفعات هتنخ هو تل مكشوف يجمع بين الحياة البرية الحضرية والآثار بالقرب من البلدة القديمة في القدس. تقع كنيسة القديس أندراوس على السفح الشمالي للتل بجانب مجمع المغارات الجنائزية العائدة إلى فترة الهيكل الأول.

## الجغرافيا والطبيعة
يقع التل على خط قسم المياه الطوبوغرافي للقدس؛ إذ يتجه التصريف المطري غرب التل عبر وادي الرفائيين إلى البحر الأبيض المتوسط، بينما يتجه شرقه عبر وادي هنوم ووادي قدرون ليصب في البحر الميت. يبلغ ارتفاع التل حوالي 750 مترًا فوق سطح البحر ويوفر إطلالات بانورامية نحو صحراء يهودا وجبل الزيتون وجبل صهيون والبلدة القديمة.
يُعد التل من المواقع الطبيعية القليلة المتبقية داخل القدس، إذ تأويه أنواع متنوعة من الأزهار البرية والحيوانات. في شهر سبتمبر يزهر الهليون البحري، يليه الزعفران الحقلي، ومع اقتراب الربيع يزهر شقائق النعمان ونبات سينيسيو فيرناليس، ثم يتبعه السوسن القزم. وفي الصيف، يتحول لون التل إلى الأصفر ويمتلئ بالأشواك، منها القنفذي الأزرق. ويعيش في المنطقة أو يزورها العديد من الفراشات وطيور الزينة مثل السنونو والحجل الجبلي.

## التاريخ والآثار
أجرى عالم الآثار غابرييل باركاي حفريات في السفح الشمالي للتل، حيث اكتشف لفائف كتف هنوم الشهيرة داخل مجمع مقابر يعود للفترة الأولى من الهيكل. وقد سمّى باركاي المنطقة «كتف هنوم» بالاستناد إلى الآية من سفر يشوع (15:8): «وصعد التخم في وادي ابن هنوم إلى جانب اليبوسي جنوبًا، هي أورشليم، وصعد التخم إلى رأس الجبل الذي قبالة وادي هنوم غربًا الذي هو في طرف وادي الرفائيين شمالًا.»
وبحسب عالم الكتاب المقدس جيمس دي. تابور، قد يكون تل الكتاب المقدس هو الموقع التاريخي لـالجلجثة الذي صُلِب فيه يسوع الناصري قبل ألفي عام.
وعلى قمة التل بقايا أبنية حديثة المظهر، يُرجح أنها كانت تُستخدم لخدمة محطة قطار القدس - خان القريبة.
ظهر اسم «تل الكتاب المقدس» لأول مرة في ستينيات القرن العشرين، مع اقتراح من جمعية دراسة الكتاب المقدس، وبدعم من ديفيد بن غوريون، لإنشاء مركز دولي للكتاب المقدس في قمة التل، إلا أن الخطط لم تتحقق بسبب صعوبات التمويل، وبقي التل في حالته الطبيعية.

## مشاريع مستقبلية
في عام 2009، رفضت بلدية القدس خطةً قدمها مالك الأرض بطريركية الروم الأرثوذكس في القدس لبناء فندق ضخم على التل. ثم باعت البطريركية الأرض لشركة «كرونتي إنفستمنت هولدينغز» مقابل مبلغ زهيد نسبيًا بلغ 7 ملايين شيكل. وقد أثارت الخطة الحالية للشركة لبناء فندق من ستة طوابق على التل اعتراضات واسعة؛ إذ اعترضت السفارة البريطانية نظرًا لقرب الموقع من الكنيسة الاسكتلندية كنيسة القديس أندراوس، إضافة إلى القلعة المجاورة قصر العصفور التي استُخدمت لأكثر من خمسين عامًا كمكاتب للقنصلية البريطانية في القدس. وقد صدرت اعتراضات أخرى من منظمات بيئية وهيئات معمارية وسكان محليين.

## للقراءة الموسعة
- حيث دفن الأقدمون موتاهم: جولة في التاريخ وسط القدس، أفيفا وشموئيل بار-عام، تايمز أوف إسرائيل، 11 مايو 2019
- المعركة على واحدة من آخر المساحات الخضراء في القدس، نعمة ريبا، هآرتس، 31 مارس 2024

31°46′05″N 35°13′31″E / 31.7681°N 35.2254°E